# خوشبو کننده دهان
خوشبو کننده دهان (انگلیسی: Mint) یک ماده غذایی است که اغلب به عنوان یک طراوت دهنده بعد از غذا یا قبل از فعالیت‌های تجاری و اجتماعی برای بهبود بوی دهان مصرف می‌شود. معمولاً اعتقاد بر این است که خوشبو کننده دهان با توجه به ارتباط با محصولات جانبی طبیعی جنس گیاهی نعنا، معده را تسکین می‌دهد. خوشبو کننده دهان گاهی حاوی مشتقاتی از گیاهانی مانند روغن نعنا فلفلی یا روغن نعنا دشتی یا وینترگرین از جنس گیاهی گوالتریا است. با این حال، بسیاری از محبوب‌ترین خوشبو کننده‌های دهان که به این منابع طبیعی اشاره می‌کنند، هیچ‌کدام را در فهرست مواد تشکیل دهنده خود ندارند یا فقط حاوی مقادیر کمی هستند.